# Kurtwood Smith
Kurtwood Larson Smith (n. 3 iulie 1943, New Lisbon⁠(d), Wisconsin, SUA) este un actor american. Este cunoscut pentru interpretarea rolului Clarence Boddicker în RoboCop și pentru interpretarea lui Red Forman în That '70s Show sau pentru aparițiile sale în filme și seriale science-fiction (Star Trek, The X-Files).

## Filmografie
- Soap (TV series) (1980)
- Zoot Suit (1981)
- The Renegades (1982)
- Going Berserk (1983)
- Staying Alive (1983)
- The A-Team (1984)
- 1984 Străfulgerarea (Flashpoint), regia William Tannen
- Blue Thunder (1984)
- North and South (miniserial TV) (1986)
- The Delos Adventure (1986)
- 21 Jump Street (1987)
- RoboCop (1987)
- The New Adventures of Beans Baxter
- Rambo III (1988)
- True Believer (1989)
- The Nightmare Years (1989)
- Heart of Dixie (1989)
- Dead Poets Society (Cercul poeților dispăruți, 1989)
- 12:01 PM (1990)
- Quick Change (1990)
- Star Trek VI: The Undiscovered Country (1991) - Președintele Federației
- Oscar (1991)
- Company Business (1991)
- Umbre și ceață (1991)
- Fortress (1993) ... Directorul Închisorii, Poe
- The Crush (1993)
- Heart and Souls (1993)
- Boxing Helena (1993)
- Big Wave Daves (1993)
- The Terrible Thunderlizards (1993–1997)
- Dead on Sight (1994)
- To Die For (1995)
- Last of the Dogmen (1995)
- Under Siege 2: Dark Territory (1995)
- A Time to Kill (1996)
- Operațiunea Broken Arrow (1996)
- Citizen Ruth (1996)
- The X-Files (TV 1996)
- Shelter (1997)
- Prefontaine (1997)
- Star Trek Deep Space Nine (1997),  Thrax
- Men In Black: The Series (1997), Forbus
- Star Trek: Voyager (1997), Annorax (ep. „Un an infernal”)
- A Bright Shining Lie (1998)
- Deep Impact (1998)
- That '70s Show (TV) (1998–2006)
- 3rd Rock from the Sun (1999)
- Girl, Interrupted (1999)
- Teddy Bears' Picnic (2002)
- Everybody Loves Raymond (2002)
- Chalkzone (TV) (2005)
- The Grim Adventures of Billy and Mandy (2004)
- Malcolm in the Middle (2004)
- Justice League (2004)
- Robot Chicken (TV) (2005)
- Squirrel Boy (2006)
- Medium (TV) (2006)
- Handy Manny (TV) (2007)
- Psych (2007)
- House MD (2007)
- Worst Week (2008)
- All in the Bunker (2009)
- 24 (2009)
- Green Lantern: First Flight (2009)
- Family Guy (2009)... Himself (Cameo)
- Neighbors from Hell (2010)
- Childrens Hospital (2010)
- Cedar Rapids (2011)
- CHAOS (TV) (2011)